# Atmosphärische Störungen
Atmosphärische Störungen nennt man natürliche impulsartige und rauschartige elektromagnetische Signale im gesamten Frequenzbereich der Radiowellen, welche die Empfindlichkeit von Funkempfangsanlagen begrenzen.
Sie treten z. B. im Frequenzbereich kleiner als etwa 10 MHz als Knackgeräusche in Radioempfängern auf. Dort werden sie vor allen Dingen von Blitzentladungen als kohärente und nichtkohärente Impulse erzeugt. Bei höheren Frequenzen sind es im Wesentlichen extraterrestrische rauschartige Störungsquellen (z. B. galaktisches Rauschen). In urbanen Gebieten können elektrotechnische Geräte aller Art zu diesen Störungen beitragen.
Der russische Physiker Alexander Stepanowitsch Popow hat als Erster im Jahre 1895 mit Hilfe eines einfachen Radioempfängers (Kohärer) elektromagnetische Impulse von Blitzen registriert.

## Atmospherics
Der elektrische Strom in einem Blitz-Kanal mit all seine Verzweigungen verhält sich wie eine riesige Antenne, die elektromagnetische Wellen in einem breiten Frequenzband abstrahlt. Jenseits einer Entfernung, wo Leuchterscheinungen gesichtet und Donner gehört wird (bis etwa zehn Kilometer), ist diese elektromagnetische Strahlung die einzige Quelle für eine direkte Information über die Gewitter-Aktivität. Impulsförmige elektrischen Ströme während einer Hauptentladung in einem Wolken-Erde Blitzkanal (R-Entladung) oder in einem internen Wolkenblitz (K-Entladung) sind die Hauptquelle für die Erzeugung von kohärenten impulsförmigen elektromagnetischen Signalen (englisch: spherics, auch sferics, oder atmospherics).
Während diese Impulsform im Frequenzbereich kleiner als etwa 100 kHz dominiert, geht mit wachsender Frequenz das Signal in inkohärente Impulse über.
Die langwellige elektromagnetische Wellenausbreitung von spherics findet im Bereich zwischen Erdboden und ionosphärischer D-Schicht statt. Durch Blitzentladungen erzeugte Whistler können sich entlang der Kraftlinien des Erdmagnetfeldes in die Magnetosphäre ausbreiten. Schließlich gibt es Leuchterscheinungen in der mittleren Atmosphäre (Sprites). Es handelt sich um kurzlebige elektrische Phänomene, die vermutlich von Blitzen extrem großer Dimensionen erzeugt werden.

### Elektrischer Strom im Blitzkanal

Figure 1. Vertikales elektrisches Feld (in V/m) als Funktion der Zeit (in μs) eines typischen Spheric-Impulses in einer Entfernung von
25 Kilometer von der Quelle. Ausgezogene Kurve: Dipol-Strahlung über einem idealen elektrisch leitenden Erdboden. Gestrichelte Kurve: Dipole-Strahlung über einem Erdboden mit endlicher Leitfähigkeit (σ = 3 × 10^{−3} S/m). Gepunktete Kurve: Strahlung von einem Blitzkanal in fünf Kilometer Höhe.

In einer typischen Hauptentladung zwischen Wolke und Erdboden (R-Entladung) wird negative elektrische Ladung (Elektronen) der Größenordnung von Q = 1 C, die im Blitzkanal gespeichert ist, innerhalb einer typischen Impulszeit von τ = 100 μs zum Erdboden befördert. Dies entspricht einem elektrischen Strom der Größenordnung von {\displaystyle J=Q/\tau =10\mathrm {\ kA} }. Die maximale spektrale Energie wird bei der Frequenz von {\displaystyle f=1/\tau =10\mathrm {\ kHz} }, oder bei einer Wellenlänge von {\displaystyle \lambda =c/f=30\mathrm {\ km} } abgestrahlt (c ist die Lichtgeschwindigkeit).
Bei einer typischen internen Wolkenentladung (K-Entladung) wird eine positive Ladung der Größenordnung C = 10 mC im oberen Ast und eine entsprechende negative Ladung im unteren Ast des Blitzkanals in einer typischen Zeit von τ = 25 μs neutralisiert. Die entsprechen Werte für elektrischen Strom, Frequenz und Wellenlänge sind J = 400 A, f = 40 kHz, und λ = 7,5 km.
Die typische Länge eines Blitzkanals ist somit von der Größenordnung von
{\displaystyle L=\lambda /4\simeq 8\mathrm {\ km} } für R-Entladungen und
{\displaystyle L=\lambda /2\simeq 4\mathrm {\ km} } für K-Entladungen. Oft fließt ein kontinuierlicher Strom zwischen zwei Hauptentladungen. Seine „Impuls“-Zeit variiert etwa zwischen 10 und 150 ms, sein elektrischer Strom ist etwa J =100 A. Das entspricht den Größen Q = 1 bis 20 C, f = 7 bis 100 Hz und λ = 3 bis 40 mm. Sowohl R-Entladungen wie K-Entladungen produzieren kohärente Impulse in einem Breitbandempfänger, der auf die Frequenzen 1–100 kHz abgestimmt ist. Das elektrische Feld eines solchen Impulses wächst auf ein Maximum innerhalb weniger Mikrosekunden, um dann wie ein gedämpfter Oszillator abzunehmen (Abbildung 1). Die Richtung der Feldstärke hängt davon ab, ob die Entladung positiv oder negativ ist.
Der sichtbare Teil des Kanals eines Erdblitzes hat die typische Länge von fünf Kilometern. Ein anderer Teil von vergleichbarer Länge ist in der Wolke verborgen und kann einen signifikanten horizontalen Ast besitzen. Das gilt auch für die interne K-Entladung. Ersichtlich ist die fundamentale Wellenlänge der elektromagnetischen Wellen von R- und K-Entladungen um ein Vielfaches größer als die Länge des Blitzkanals. Die Physik der elektromagnetischen Wellenausbreitung innerhalb des Blitzkanals ist deshalb ein wellenoptisches Phänomen, und die strahlenoptische Lösung ist hier nicht anwendbar.
Der Kanal einer R-Entladung kann als dünner isolierter vertikaler Draht der Länge L und mit einem Durchmesser von wenigen Zentimetern betrachtet werden, in dem negative elektrische Ladung gespeichert ist. Er verhält sich in guter Näherung wie ein elektrischer Schwingkreis mit Spule, Kondensator und Widerstand. Im Kondensator ist die Ladung gespeichert. Sobald der Draht Kontakt mit der elektrisch gut leitenden Erde bekommt, wird die Ladung zur Erde abgeführt. Auf Grund der Randbedingungen am oberen Rand (verschwindender elektrischer Strom) und am unteren Rand (verschwindende elektrische Spannung) können nur stehende Resonanzwellen existieren. Der fundamentale Resonanzmode, welcher am wirksamsten elektrische Ladung zur Erde transportiert, besitzt eine Wellenlänge, die viermal so groß wie die Kanallänge ist (λ/4-Antenne). Im Falle der K-Entladung verhält sich der Kanal wie eine λ/2-Antenne.  Natürlich gilt dieses Bild nicht mehr für die höheren Moden, da deren Wellenlängen bereits vergleichbar oder kleiner als der reale gekrümmte Kanal sind. Sie tragen zum inkohärenten Rauschen in den höheren Frequenzbereichen ({\displaystyle f>100\mathrm {\ kHz} }) bei.

### Übertragungsfunktion des ionosphärischen Wellenleiters
Der Blitzkanal strahlt elektromagnetische Wellen ab (Spherics). Diese können durch das elektromagnetische Fernfeld eines Hertzschen Dipols approximiert werden. In einer Spektralanalyse besitzt das elektromagnetische Feld des Signals der Abbildung 1 ein spektrales Maximum bei 4 kHz. Jenseits dieses Maximums nimmt die Spektralamplitude nahezu wie 1/f ab (Abbildung 2).

Abbildung 2. Spektrale Amplitude der vertikalen elektrischen Feldstärke des Spherics in Abbildung 1 als Funktion der Frequenz. Der ionosphärische Wellenleiter modifiziert diese Wellenform bei ihrer Ausbreitung. Die verschiedenen Kurven gelten für verschiedene Entfernungen von der Quelle (1 Mm = 1000 km). Bis zu Entfernungen von 200 km ist die Bodenwelle dominant.

Die obere Kurve in Abb. 2 zeigt, dass R-Entladungen ihre Energie vorzugsweise im ELF/VLF-Bereich (ELF = extremely low frequencies (ultralange Wellen) ({\displaystyle f<3\mathrm {\ kHz} }); VLF = very low frequencies (Längstwellen) ({\displaystyle 3\mathrm {\ kHz} <f<30\mathrm {\ kHz} })) abstrahlen. Diese Wellen werden am Erdboden sowie an der ionosphärischen D-Schicht (ca. 70 km Höhe am Tage und 90 km Höhe nachts) reflektiert. Reflexion und Dämpfung der Wellen am Erdboden hängen von Frequenz, Entfernung und Orographie ab, in der Ionosphäre außerdem von Tageszeit, Jahreszeit, geographischer Breite und Erdmagnetfeld.
VLF-Ausbreitung im ionosphärischen Wellenleiter kann durch die strahlenoptische Theorie und durch die wellenoptische Theorie beschrieben werden.
Bei Entfernungen kleiner als etwa 500 km (frequenzabhängig) ist die strahlenoptische Theorie geeignet. Bodenwelle und an der Ionosphäre einfach reflektierte Welle interferieren miteinander. Bei Entfernungen größer als etwa 500 km nehmen die an der Ionosphäre mehrfach reflektierten Wellen an Bedeutung zu. Hier wird die Anwendung der wellenoptischen Lösung notwendig. Der erste Wellenmode wird am geringsten gedämpft und spielt deshalb für Entfernungen größer als etwa 1000 km die wichtigste Rolle.
Der ionosphärische Wellenleiter ist dispersiv. Seine Ausbreitungseigenschaften werden durch eine Übertragungsfunktion beschrieben, die hauptsächlich von der Entfernung ρ und der Frequenz f abhängig ist. Im VLF-Bereich und bei Entfernungen größer als 1000 km ist nur noch der Mode Nr. 1 von Bedeutung. Die geringste Dämpfung findet bei etwa 15 kHz statt. Der ionosphärische Wellenleiter verhält sich demnach wie ein Bandpass (Abb. 2), so dass bei Entfernungen größer als etwa 5000 km das 15-kHz-Signal dominiert.
Für ELF-Wellen ({\displaystyle f<3\mathrm {\ kHz} }) verliert die strahlenoptische Lösung ihre Gültigkeit. Hier dominiert der nullte Mode und ist bei größeren Entfernungen für das zweite Fenster in Abb. 2 verantwortlich. Resonanzwellen dieses nullten Modes können im ionosphärischen Wellenleiter durch den kontinuierlichen elektrischen Strom zwischen zwei R-Entladungen erzeugt werden. Ihre Wellenlängen sind ein ganzzahliges Vielfaches des Erdumfangs, und ihre Resonanzfrequenz kann angenähert werden durch {\displaystyle f_{m}\approx {\frac {mc}{2\pi a}}\approx 7{,}5m\mathrm {\ Hz} } (mit {\displaystyle m=1,2,\ldots }; a ist der Erdradius). Diese Resonanzmoden mit ihrer fundamentalen Frequenz {\displaystyle f_{1}\approx 7{,}5\mathrm {\ Hz} } sind als Schumann-Resonanzen bekannt.

## Bestimmung der Gewitteraktivität
Weltweit gibt es etwa 100 Blitzhauptentladungen (R-Entladungen) pro Sekunde, hauptsächlich über den Kontinenten in niedrigen und mittleren Breiten. K-Entladungen sind weit häufiger als R-Entladungen. Jedoch sind ihre Energien um ein Mehrfaches schwächer als die von R-Entladungen und spielen außerhalb eines Entfernungsbereiches von etwa 100 km keine Rolle.
Um die Gewitteraktivität zu erfassen, ist die Beobachtung von Spherics das geeignete Mittel. Messungen der Schumann-Resonanzen weltweit von nur wenigen Stationen aus bestimmen die globale Gewitteraktivität ziemlich gut. Man kann die Dispersionseigenschaften der Übertragungsfunktion des ionosphärischen Wellenleiters ausnutzen, indem man die Gruppengeschwindigkeit eines Spheric-Signals bei zwei benachbarten Frequenzen misst. Die Gruppenlaufzeitdifferenz benachbarter Frequenzen im unteren VLF-Bereich ist direkt proportional zur Entfernung zwischen Quelle und Empfänger. Zusammen mit einer Peilung des Signals gelingt eine Ortsbestimmung der Quelle. Da die Ausbreitungsdämpfung der VLF-Wellen kleiner bei West-Ost-Ausbreitung als umgekehrt und kleiner bei Nacht als bei Tageslicht ist, kann die Gewitteraktivität von Quellen bis zu einer Entfernung von ca. 10000 km bei Nacht und bei West-Ost-Ausbreitung
beobachtet werden. Gewöhnlich ist die Reichweite von der Größenordnung von 5000 km.
Für den regionalen Bereich (< 1000 km) ist es üblich, gleichzeitige Peilungen eines Spheric vorzunehmen, oder die Ankunftszeit des Signals von verschiedenen Stationen aus zu messen. Voraussetzung für solche Messungen ist die Konzentration auf einen einzelnen Impuls. Ohne Trennung der einzelnen Impulse findet Interferenz mit einer Schwebefrequenz statt, die gleich der inversen Pulsfolgezeit ist.

## Atmosphärisches Rauschen
Das Signal-Rausch-Verhältnis bestimmt die Empfindlichkeit von Telekommunikationssystemen (z. B. Radioempfänger). Ein analoges Signal muss deutlich größer als die Rauschamplitude sein, um erkannt zu werden. Atmosphärisches Rauschen ist eines der wichtigsten Ursachen für die Begrenzung der Empfangsgüte von Funksignalen.
Die unaufhörlichen Entladungsvorgänge im Zusammenhang mit der Entwicklung der Blitzerscheinungen (Vorentladungen, Zwischenentladungen etc.) erzeugen eine Folge von inkohärenten Impulsen im gesamten Frequenzbereich, deren mittlere Amplitude nahezu proportional zur reziproken Frequenz abnimmt. Im ELF-Bereich überwiegt technisch verursachtes Rauschen auf Grund der 50 Hz Netzspannung und Oberwellen, Hochspannungsleiter, das 16,7 Hertz Bahnstromnetz, natürliche Signale magnetosphärischen Ursprungs etc. Im VLF-Bereich dominieren die kohärenten R- und K-Entladungen, die als isolierte Impulse aus dem Hintergrundrauschen sichtbar werden. Oberhalb etwa 100 kHz wird die Rauschamplitude zunehmend inkohärent. In urbanen Regionen überlagert sich dazu noch technisch bedingtes Rauschen von Elektrogeräten (Elektromotoren, Zündanlagen von Automotoren etc.). Oberhalb des Kurzwellenbereichen (3–30 MHz) dominiert schließlich extraterrestrisches Rauschen (galaktisches Rauschen, solares Rauschen). Dazu gehört auch die 2,7 Kelvin kosmische Hintergrundstrahlung im mm- und cm-Wellenbereich.
Das atmosphärische Rauschen hängt von der Frequenz, der Orts- und Jahreszeit und der geographischen Lage ab. Es wird weltweit gemessen und ist in CCIR-Berichten (CCIR = "Comité Consultatif International des Radiocommunications") niedergelegt.

## Elektromagnetische Umweltverträglichkeit
Die elektromagnetische Umweltverträglichkeit beschäftigt sich mit dem Einfluss elektromagnetischer Felder, insbesondere von technischen elektrischen Geräten aller Art, auf die Umwelt. Es werden dort Richtlinien für Grenzwerte sowohl von Hochfrequenz- als auch von
Niederfrequenzanlagen aufgestellt. Im Gegensatz zu den omnipräsenten atmosphärischen Störungen sind technische Geräte in der Regel Punktquellen, deren abgestrahlte Energiedichte mit der dritten Potenz der Entfernung von der Quelle abnimmt. Nachweise für eine unerwünschte biologische Wirkung atmosphärischen Störungen auf den Menschen wurden bisher nicht erbracht.